# Loučky (Odry)

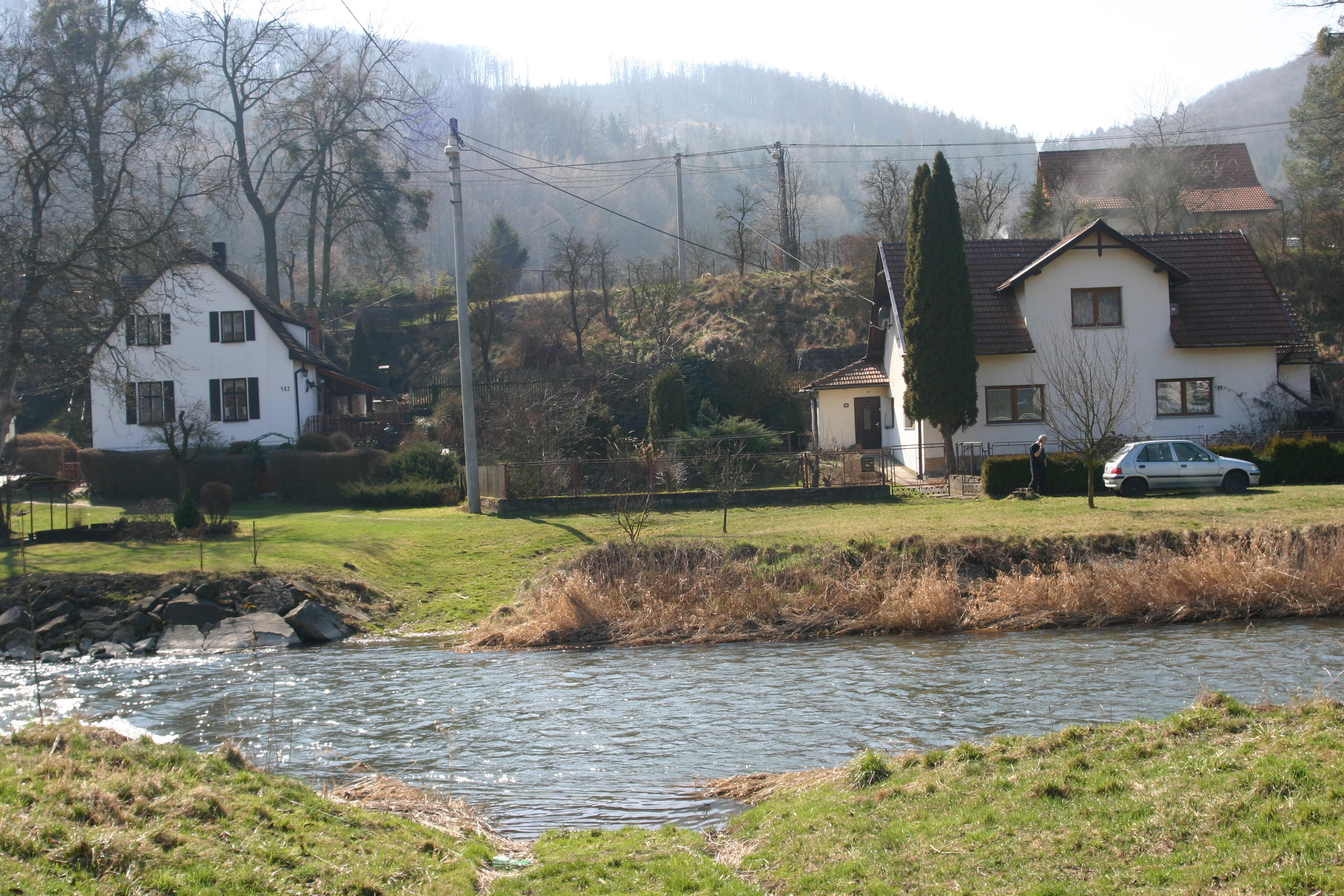
Blick von Nová Ves auf Loučky

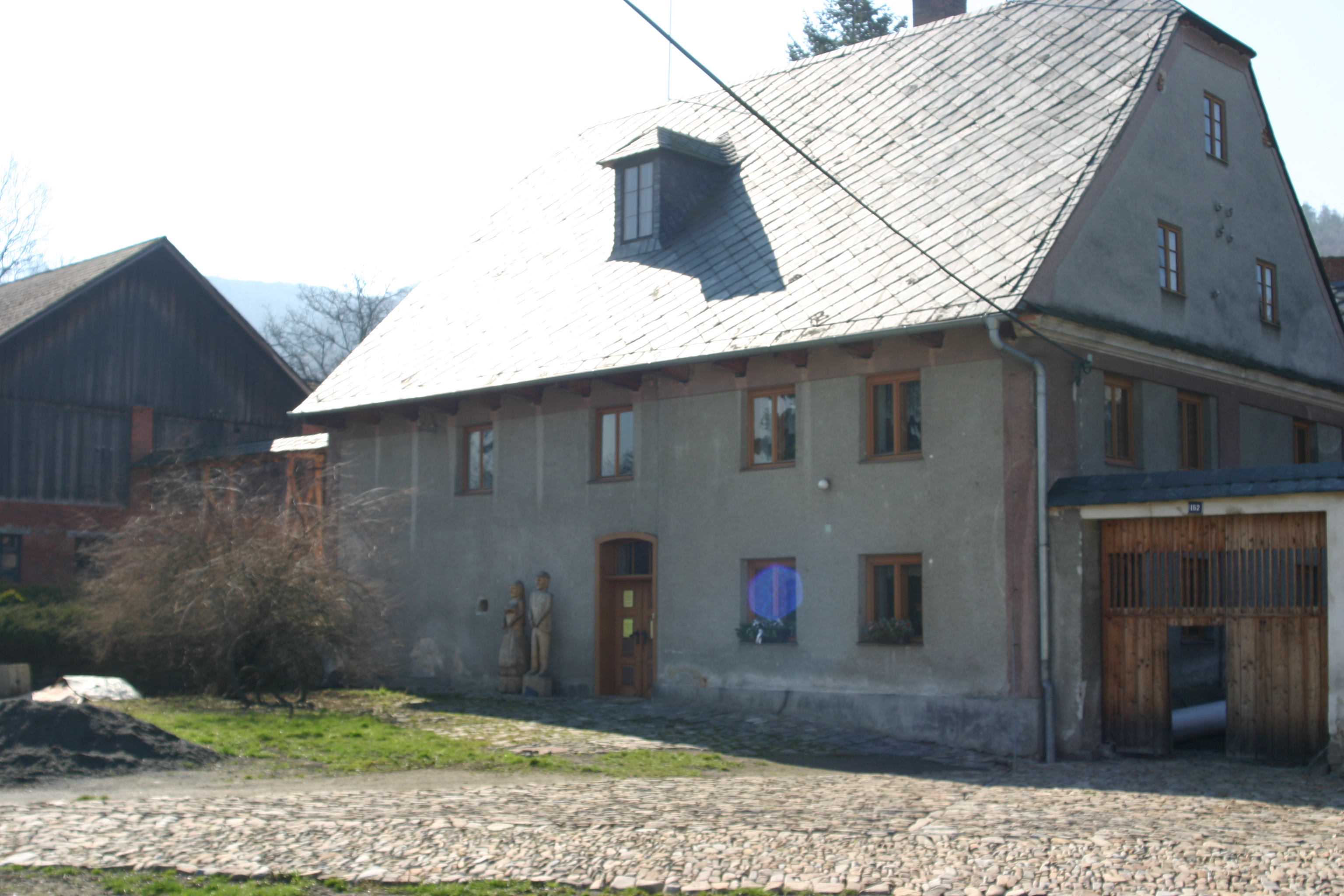
Wesselsky-Mühle

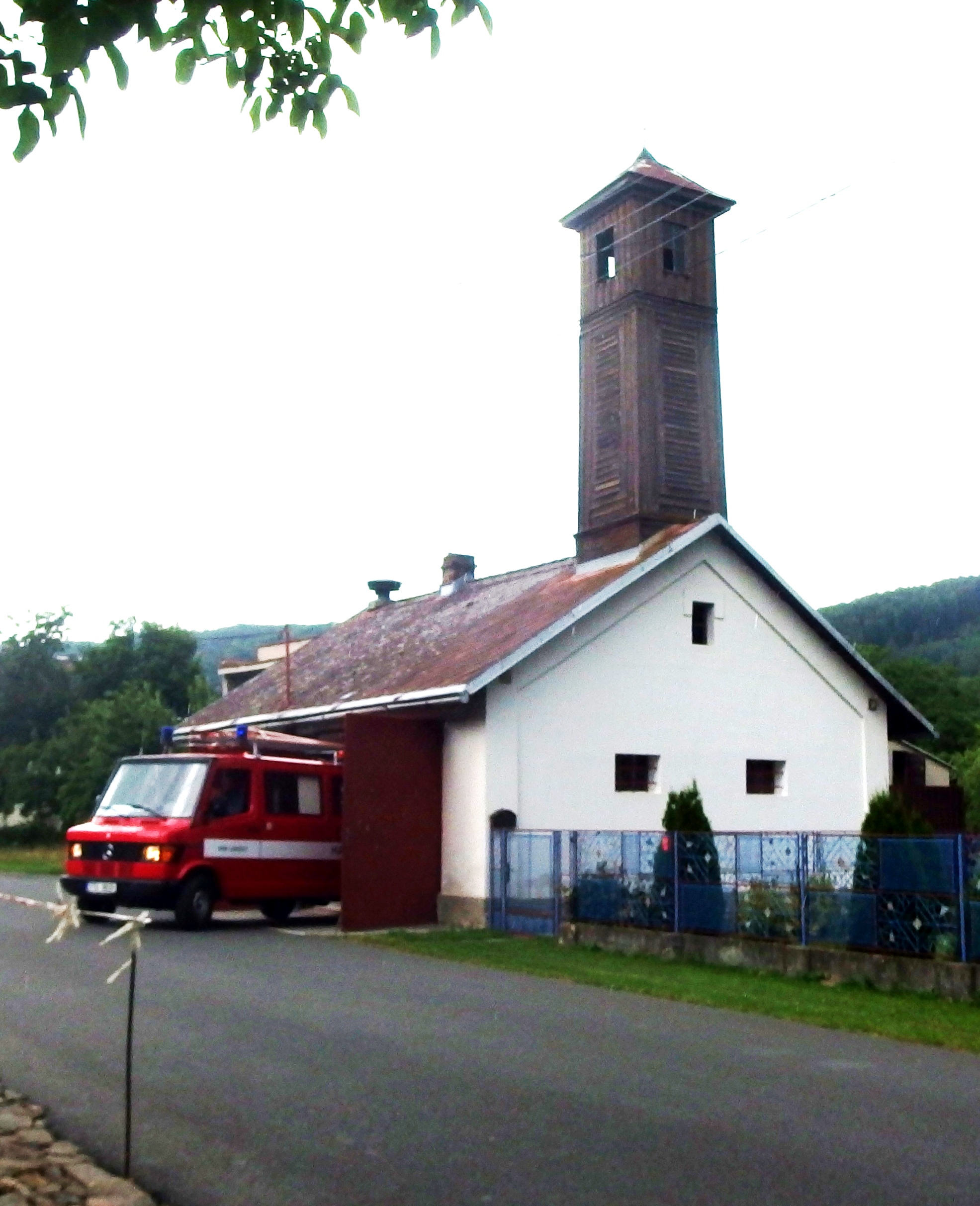
Spritzenhaus

Loučky (deutsch Lautsch) ist ein Ortsteil der Stadt Odry in Tschechien. Er liegt drei Kilometer nordwestlich von Odry und gehört zum Okres Nový Jičín. 

## Geographie
Loučky befindet sich am Fuße der Oderberge (Oderské vrchy) am rechten Oderufer. Im Norden erheben sich der Chrastavec (532 m n.m.) und der Heřmanický kopec (469 m n.m.), östlich der Vladař (467 m n.m.), im Süden die Dolní Buková (Niederer Berg, 523 m n.m.), südwestlich der Dobešovský vrch (587 m n.m.), im Westen die Horní Buková (Oberer Berg, 542 m n.m.) und die Suchá (Dorraberg; 578 m n.m.) sowie nordwestlich die Fléčka (534 m n.m.). Nördlich des Dorfes verläuft die Staatsstraße II/441 zwischen Odry und Potštát. Das Dorf liegt im Naturpark Oderské vrchy.
Nachbarorte sind Heřmanice u Oder, Nová Ves und Kolonka im Norden, Vítovka im Nordosten, Hvězdová und Kletné im Osten, Odry im Südosten, Dvořisko im Süden, Dobešov im Südwesten, Heltínov und Luboměř im Westen sowie Spálov und Jakubčovice nad Odrou im Nordwesten.

## Geschichte
Das Dorf wurde vermutlich zu Beginn des 13. Jahrhunderts gegründet. Die erste urkundliche Erwähnung von Loučky erfolgte 1362 als Teil der Herrschaft Odry. Im Jahre 1374 wurde Loučky durch die Besitzer der Herrschaft Odry, Albert und Peter von Sternberg, vom Heimfall befreit. 1545 erhielt Loučky einen Ortsrichter. Der älteste Nachweis der Wassermühle stammt von 1571, als Johann Thomas von Zwole die dreigängige Mühle einschließlich eines Feldes an Paul Schwarz übereignete. Das älteste Ortssiegel stammt vom Beginn des 18. Jahrhunderts; es zeigt ein schreitendes Pferd, darunter einen Hakenpflug. Im Jahre 1760 ließ der Besitzer der Herrschaft Odrau, Friedrich Carl Johann Amadeus Graf Lichnowsky, auf parzellierten Fluren des Lautscher Meierhofes gegenüber von Lautsch am linken Oderufer die Kolonie Neudörfl anlegen, die dem Lautscher Ortsrichter unterstand. Über die Oder nach Neudörfl führte eine gedeckte Brücke, für deren Unterhalt die Gemeinde zu sorgen hatte. 1783 wurde in Lautsch ein Schulhaus erbaut, das fünf Jahre später bei einem Oderhochwasser schwer geschädigt wurde und deshalb größtenteils neu gebaut werden musste. In der Schule wurden auch die Kinder aus Werdenberg, Neudörfel und Jogsdorf unterrichtet.
Im Jahre 1834 bestand das Dorf Lautsch aus 63 größtenteils hölzernen und unregelmäßig gebauten Häusern, in denen 538 deutschsprachige Personen lebten. Haupterwerbsquellen waren der Feldbau und die Obstbaumzucht. Im Ort gab es eine Schule, eine Mahlmühle und eine herrschaftliche Brettmühle. Pfarrort war Oderau. Bis zur Mitte des 19. Jahrhunderts blieb Lautsch der Minderherrschaft Oderau untertänig.
Nach der Aufhebung der Patrimonialherrschaften bildete Lautsch / Loučky ab 1849 mit dem Ortsteil Neudörfel / Nová Ves eine Gemeinde im Gerichtsbezirk Odrau. Bei der Aufteilung der Kriegslastenentschädigung sahen sich die Neudörfler Gemeindevertreter im Jahre 1867 benachteiligt. Der Streit führte dazu, dass sich Neudörfel 1868 von Lautsch loslöste und eine eigene politische Gemeinde bildete. Ab 1869 gehörte Lautsch zum Bezirk Troppau. Im Jahre 1901 erfolgte der Bau der Kapelle.
Beim Zensus von 1921 lebten in den 66 Häusern der Gemeinde 383 Menschen, darunter 373 Deutsche und sechs Tschechen. Im Jahre 1930 hatte Lautsch 402 Einwohner; 1939 waren es 380.  Nach dem Münchner Abkommen wurde die Gemeinde 1938 dem Deutschen Reich zugesprochen und gehörte bis 1945 zum Landkreis Neu Titschein. Im Jahre 1943 wurde Lautsch mit Neudörfel und Jogsdorf zu einer Gemeinde Jogsdorf zusammengeschlossen. Nach dem Ende des Zweiten Weltkrieges kam Loučky zur Tschechoslowakei zurück, die meisten der deutschsprachigen Bewohner wurden 1946 vertrieben und das Dorf neu besiedelt. Der Gemeindezusammenschluss wurde nach Kriegsende wieder aufgehoben, Loučky wurde zudem wieder Teil des Okres Opava-venkov. Im Jahre 1948 erfolgte der Zusammenschluss von Loučky und Nová Ves zu einer Gemeinde Loučky. 1949 wurde Loučky dem neu gebildeten Okres Vítkov zugeordnet, der bei der Gebietsreform von 1960 wieder aufgehoben wurde. Die Holzbrücke über die Oder wurde um 1954 durch Eisgang während der Schneeschmelze schwer beschädigt. Die als Kulturdenkmal geschützte letzte erhaltene gedeckte Brücke des oberen Odertals wurde daraufhin abgerissen und durch eine Stahlstrebkonstruktion ersetzt. Ab 1961 gehörte Loučky wieder zum Okres Nový Jičín; zusammen mit Nová Ves wurde das Dorf nach Jakubčovice nad Odrou eingemeindet. Zu Beginn des Jahres 1979 erfolgte die Eingemeindung nach Odry, wobei Nová Ves seinen Status als Ortsteil verlor. Beim Zensus von 2001 lebten in den 139 Häusern von Loučky (mit Nová Ves und Kolonka) 484 Personen. Im Jahre 2017 hatte der Ortsteil 507 Einwohner. 

## Ortsgliederung
Der Ortsteil Loučky besteht aus den Ansiedlungen Kolonka (Kolonie), Loučky (Lautsch) und Nová Ves (Neudörfel).
Er bildet den Katastralbezirk Loučky nad Odrou.

## Sehenswürdigkeiten
- Neogotische Kapelle, errichtet 1901 anstelle eines hölzernen Glockenturmes. Errichtet wurde sie vom Odrauer Baumeister Josef Hurnik, die Baukosten von 2500 Gulden spendete die Witwe Rosina Walzel. Die Weihe nahm am 27. Oktober 1901 der Odrauer Stadtkaplan Adalbert Richta vor. 1993 wurde die Kapelle renoviert.
- Steinernes Kreuz, neben der Kapelle
- Wesselsky-Mühle (vodní mlýn Wesselsky), die dreigängige Wassermühle wurde 1571 als Besitz von Paul Schwarz erstmals erwähnt. Von 1762 bis 1946 gehörte sie der Müllerfamilie Wesselsky; danach erwarb sie Hubert Pazdera und nach dessen Tod im Jahre 1983 dessen Tochter Věra Králová. Die Mühle wurde 1999 zum Kulturdenkmal erklärt.

## Söhne und Töchter des Ortes
- Karl Alfons Jurasky (1903–1945), deutscher Geologe